# Askersund
Askersund (em sueco: Askersund;  PRONÚNCIA) ou Asquersúndia[a] é uma cidade da província de Närke, no sul da Suécia.  
Está localizada no extremo norte do grande lago Vättern, e é conhecida como uma pequena cidade idílica, com ruas empedradas e casas antigas de madeira, cercada por uma paisagem pitoresca, procurada por muitos turistas e banhistas. 

É sede da comuna de Askersund, pertencente ao condado da Örebro.
Tem uma área de 3,86 km² e uma populacão de 4 157 habitantes (2019).

## Comunicações
Askersund está situada na margem norte do lago Alsen, a poucos quilômetros do lago Vättern, e é atravessada pela estrada nacional 50, no sentido norte-sul, assim como pela ferrovia Mjölby–Motala–Hallsberg.